# Flora Fuldensis
Flora Fuldensis (abreviado Fl. Fuld.) es un libro con ilustraciones y descripciones botánicas que fue escrito por el botánico alemán Franz Caspar Lieblein y publicado en Fráncfort del Meno en el año 1784 con el nombre de Flora Fuldensis oder Verzeichniss der im dem Fürstenthume Fuld wildwachsenden Bäume, Sträuche und Pflanzen zum Gebrauch der hiesigen academischen Vorlesungen entworfen.
En Flora Fuldensis describe la flora del valle del Rin y presenta 300 especies.